# Alberto Saiz
Alberto Saiz Cortés (Cuenca, 9 de agosto de 1953) es ingeniero de montes español por la Universidad Politécnica de Madrid, conocido principalmente por su etapa como secretario de Estado Director del CNI entre los años 2004 y 2009.

## Trayectoria pública
Formó parte del gobierno de Castilla-La Mancha como consejero de Industria y Trabajo y fue director general del Medio Ambiente Natural de la Consejería de Agricultura durante el mandato de José Bono como presidente (1983-2004). 

### Etapa como director del Centro Nacional de Inteligencia
Alberto Saiz relevó a Jorge Dezcallar como Secretario de Estado Director del Centro Nacional de Inteligencia (CNI). Durante su mandato realizó operaciones conjuntas entre CNI y Guardia Civil, entre las que destacaron acontecimientos como la lucha contra terrorismo de ETA, que supuso el fin de la lucha armada de ETA, además de la lucha contra el yihadismo, los piratas del cuerno de África y defensa y el asesoramiento de la Corona. Asimismo, colaboró con los organismos de información CNCA (2004) y CICO (2006), que posteriormente se unificarán en el actual CITCO (2014).

### Dimisión
El 2 de julio de 2009, Saiz presenta su dimisión ante el presidente del Gobierno, debido a las informaciones publicadas por el diario El Mundo en las que se aseguraba, que Saiz había utilizado en varias ocasiones recursos y fondos públicos de la agencia para uso personal y disfrute de viajes en el extranjero.  El
20 de mayo compareció ante la Comisión de Defensa del Congreso y desmintió las
acusaciones.
En junio, tras las críticas del Partido Popular a raíz de nueva información surgida y la afirmación
de Zapatero de que el director explicaría lo sucedido, Saiz compareció una segunda vez en el
Congreso ante la Comisión de Gastos Reservados, a la que aportó varias facturas que, según él,
confirmaban que los gastos en asuntos personales, como actividades de pesca y caza, eran
pagados con su dinero. Mientras tanto, El Mundo continuó publicando información detallada
sobre los viajes al extranjero realizados por Saiz entre 2004 y 2008.  A pesar de las
justificaciones dadas, el Partido Popular continuó criticando su gestión alegando que las
excusas dadas eran insuficientes y que dañaban la imagen del cuerpo, criticando además la
pasividad de la ministra de Defensa, Carme Chacón. La ministra, una semana antes de la
dimisión de Saiz y un día después de la comparecencia de este, pidió un informe completo
sobre la situación del CNI.
En noviembre de 2011 El Mundo publicó un informe donde la ministra de Defensa, Carmen
Chacón, confirmaba que no hubo “ninguna actuación ilegal” por parte del ex director general
del Centro Nacional de Inteligencia (CNI), Alberto Saiz. Por su parte, la titular de Defensa
insistió en que Alberto Saiz hizo un ejercicio de responsabilidad al dimitir (el 2 de julio)
cuando se dio cuenta de que las acusaciones contra su persona perjudicaban al CNI.